# Boulaur
Boulaur ist eine französische Gemeinde mit 179 Einwohnern (Stand 1. Januar 2022) im Département Gers in der Region Okzitanien (vor 2016: Midi-Pyrénées). Sie gehört zum Arrondissement Auch und zum Kanton Astarac-Gimone.
Die Einwohner werden Boulaucois und Boulaucoises genannt.

## Geographie
Boulaur liegt circa 20 Kilometer südöstlich von Auch in der historischen Provinz Armagnac.
Umgeben wird Boulaur von den vier Nachbargemeinden:
| Castelnau-Barbarens | Bédéchan                                    |                 |
|                     | Kompassrose, die auf Nachbargemeinden zeigt | Tirent-Pontéjac |
| Saramon             |                                             |                 |

Boulaur liegt im Einzugsgebiet des Flusses Garonne.
Die Gimone, einer seiner Nebenflüsse, fließt an der südöstlichen Grenze zur Nachbargemeinde Tirent-Pontéjac entlang.
Nebenflüsse der Gimone durchqueren das Gebiet der Gemeinde:
- der Ruisseau du Cros,
- der Ruisseau de Pouzaques und sein Nebenfluss,
  - der Ruisseau de Cougin,
- der Ruisseau de Saint-Germier und
- der Ruisseau de Lamazon.[2]

## Einwohnerentwicklung
Nach Beginn der Aufzeichnungen stieg die Einwohnerzahl bis zur Mitte des 19. Jahrhunderts auf einen Höchststand von rund 475. In der Folgezeit sank die Größe der Gemeinde bei zwischenzeitlichen Erholungsphasen bis zu den 1990er Jahren auf den tiefsten Stand von rund 125 Einwohnern, bevor sich eine Wachstumsphase einstellte.
| Jahr                       | 1962 | 1968 | 1975 | 1982 | 1990 | 1999 | 2006 | 2011 | 2020 |
| Einwohner                  | 193  | 163  | 154  | 140  | 126  | 128  | 146  | 162  | 187  |
| Quellen: Cassini und INSEE |      |      |      |      |      |      |      |      |      |

## Sehenswürdigkeiten
- Kloster von Boulaur, gegründet 1142 abhängig von der Abtei Fontevrault.

- Pfarrkirche Saint-Germier

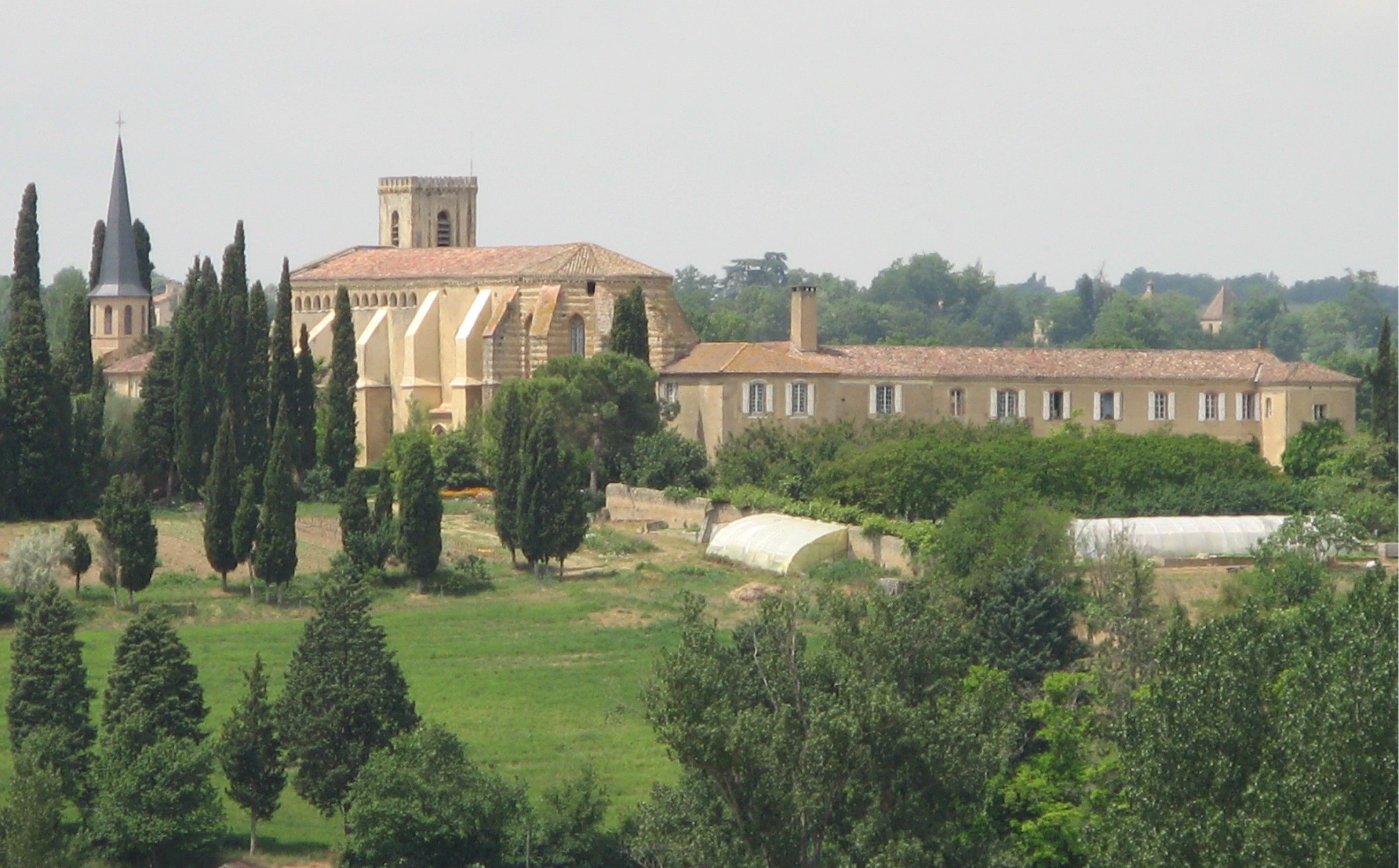
Kloster von Boulaur
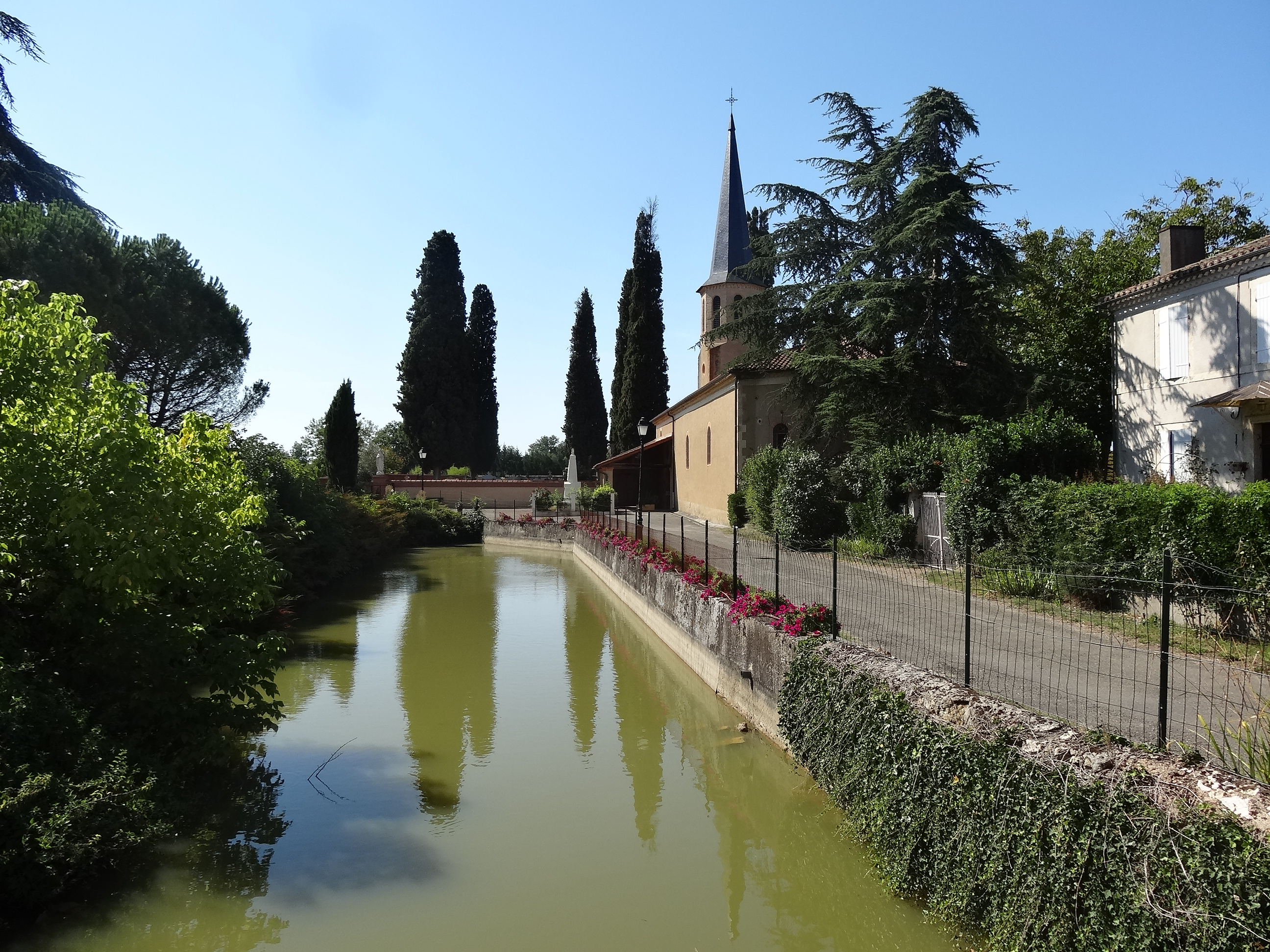
Pfarrkirche Saint-Germier

## Wirtschaft und Infrastruktur

### Bildung
Die Gemeinde verfügt über eine öffentliche Grundschule mit 21 Schülerinnen und Schülern im Schuljahr 2019/2020.

### Verkehr
Boulaur ist über die Routes départementales 12 und 626, die ehemalige Route nationale 626, erreichbar.

## Persönlichkeiten
Claire de Castelbajac, geboren am 26. Oktober 1953 in Paris, gestorben am 22. Januar 1975 in Toulouse. Ihr Leichnam wird im Kloster von Boulaur aufbewahrt.